# تپه زیر بید
تپه زیر بید مربوط به سده‌های میانی دوران‌های تاریخی پس از اسلام است و در شهرستان ازنا، بخش مرکزی، دهستان سیلاخور شرقی، ۷۵۰ متری جنوب غربی روستای دربند واقع شده و این اثر در تاریخ ۲۸ اسفند ۱۳۸۵ با شمارهٔ ثبت ۱۸۳۳۴ به‌عنوان یکی از آثار ملی ایران به ثبت رسیده است.